# LSI Informatikai Oktatóközpont Alapítvány
Az LSI Informatikai Oktatóközpont Alapítványt közel negyed évszázada hívta életre húsz magyar vezető cég és ipari kutatóintézmény, azzal a céllal, hogy az informatikai kultúraformálásnak, elsősorban az oktatáson keresztül legyen a zászlós hajója.

## Történet, tradíció
Az alapítvány létrejötte Dr. Kovács Magda személyéhez fűződik, aki maga is mindent megtett azért, hogy a mikroelektronikai ismeretek és alkalmazások mind szélesebb körben váljanak ismertté és elérhetővé Magyarországon.
Mit is jelent az Alapítvány nevében LSI?
Az LSI - Large Scale Integration - mozaikszó az 1970-es és 80-as évekből származik: az LSI IC kifejezés értelmező fordításban: nagybonyolultságú integrált áramkört jelent. Ma már az integrált áramkörök bonyolultsága helyett egyik megvalósítási paraméterével, a szilícium chip felületi rajzolatának csíkszélességével szokás jellemezni az aktuális gyártási képességeket (mai mérettartomány: 22-47 nanométer).
Az LSI oktatási munkája során az elmúlt évtizedekben jelentős tapasztalatra tett szert a:
- hazai és nemzetközi kutatások megvalósításában,
- mikroelektronikai eredmények széles körű alkalmazásának elősegítésében
- tudásbázisok építésében, azok gyakorlati felhasználásában – elsősorban is olyan alkalmazási területeken, ahol Magyarország jelentős gazdasági sikereket érhet el.

Az LSI-ben a Gábor Dénes Főiskola alapítása óta, azaz több mint 15 éve folyik számítástechnikai és informatikai oktatás. A GDF Informatikai Rendszerek Intézetének működtetése révén, 5 tanszék segítségével vált lehetővé az, hogy a Gábor Dénes Főiskolán 1992-től napjainkig több mint 200 ezer diák kapjon képesítést.

## Jelen programok
Az LSI Informatikai Oktatóközpont Alapítvány akkreditált felnőttképző intézmény, akkreditált programokkal. A gyorsan változó gazdaság, a munkaerőpiac élethosszig tartó tanulást igényel: így az oktatás elsődleges célja a foglalkoztathatóság, a munkaerő-piaci alkalmasság.

Az Alapítvány szakmai képzései elsősorban az informatika, a vállalkozás és a nyelvoktatás területeit fedik le.

Az LSI 2006 óta vesz részt a nemzetközileg elismert képesítést adó Cisco Hálózati Akadémiai Programban. A több modulból álló ECDL oktatásban résztvevők részére az LSI vizsgaközpontja a Neumann János Számítógép-tudományi Társasággal közösen ECDL tanúsítványt állít ki.

Angol, német általános és LEXINFO informatikai szaknyelvi tanfolyamokon a hallgatók nyelvi-, informatikai szaknyelvi ismereteket sajátíthatnak el, felkészülhetnek nyelvvizsgáikra. Pannon Nyelvvizsga Központban általános nyelvvizsgát, a GDF LEXINFO Nyelvvizsga Központban államilag elismert informatikai szaknyelvi nyelvvizsgát tehetnek angol, illetve német nyelvből.
Az LSI az egyéni és vállalati csoportok mindenkori érdekeinek és elvárásainak megfelelően igényes szolgáltatáscsomagokkal bővíti képzéseit. 
2008-ban az 50 év felettiek részére számítógépes és Internetes „Digitális Nagyi” tanfolyamokat tart.

## Módszerek
Az oktatásban a hagyományos és e-learning képzéseket is alkalmazza.

## E-learning, tananyagfejlesztés, oktatóanyagok készítése
A gyorsan változó ismeretanyag feldolgozása és hatékony közvetítése, az e-learning által a nyitott, földrajzi távolságokat áthidaló egyéni (tanulói) időbeosztáshoz alkalmazkodó képzés. Az elektronikus tananyagok ILIAS keretrendszerben kerülnek kifejlesztésre. Az LSI multimédia stúdió közreműködésével új, egyedi oktatócsomagok kifejlesztésére is lehetőség van.

## Szövetségi tagságok
- Felnőttképzési Vállalkozások Szövetsége,
- Neumann János Számítógép-tudományi Társaság,
- Informatikai Vállalkozások Szövetsége,
- Akkreditált Felnőttképzési Intézmények Országos Egyesülete,
- MATISZ.